# Abraxas mediofasciata
Abraxas mediofasciata là một loài bướm đêm trong họ Geometridae.